# Д’Амброзио, Данило
Данило Д’Амброзио (итал. Danilo D'Ambrosio; 9 сентября 1988, Неаполь, Италия) — итальянский футболист, защитник клуба «Монца». Выступал за сборную Италии.
У Данило есть брат-близнец Дарио, который выступает за «Сиену».

## Клубная карьера

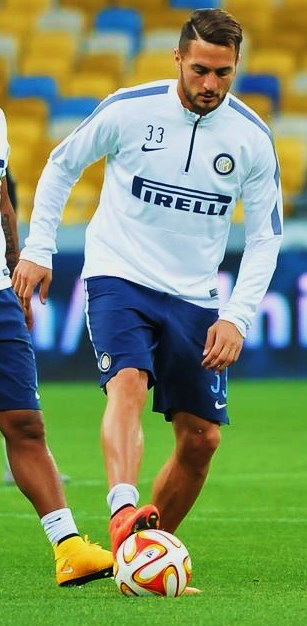
Данило в составе «Интера»

Д’Амброзио — воспитанник футбольных школ клубов «Салернитана» и «Фиорентина». Он не смог пробиться в основу «фиалок» и в 2008 году начал карьеру в команде «Потенца» из Серии C1. Летом того же года Данило перешёл в «Юве Стабия», где провёл два сезона.
В 2010 году Д’Амброзио пошёл на повышение подписав контракт с «Торино». 16 января в матче против «Гроссето» он дебютировал в Серии B. 20 марта в поединке против «Модены» Данило забил свой первый гол за «Торино». В 2012 году Д’Амброзио помог клубу выйти в Серию А. 26 августа в матче против «Сиены» он дебютировал в элите. 30 сентября в поединке против «Аталанты» он забил свой первый гол в Серии А. В 2013 году Д’Амброзио был назначен вице-капитаном команды. 14 сентября в матче против «Милана» Данило забил гол, который помог «Торино» свести противостояние вничью.
В начале 2014 года Д’Амброзио перешёл в «Интер». Сумма трансфера составила 1,5 млн евро. 2 февраля в матче против «Ювентуса» Данило дебютировал за новый клуб, заменив во втором тайме Жонатана. Свои первые голы за «Интер» Д’Амброзио забил в поединках Лиги Европы против исландского «Стьярнана», азербайджанского «Карабаха» и украинского «Днепра». 20 февраля 2016 года в матче против «Сампдории» он забил свой первый гол за «Интер» в чемпионате.

## Международная карьера
28 марта 2017 года в товарищеском матче против сборной Нидерландов Д’Амброзио дебютировал за сборную Италии, заменив во втором тайме Маттео Дармиана.

## Достижения
«Интернационале»
- Чемпион Италии: 2020/21
- Обладатель Кубка Италии (2): 2021/22, 2022/23
- Обладатель Суперкубка Италии (2): 2021, 2022